# هاکوپ گئورکیان
هاکوپ گئورکیان (ارمنی: Յակոբ Գեւորգեան؛ زاده ۱۸۷۲ – درگذشته ۱۹۶۲) باستان‌شناس ارمنی‌تبار اهل ایالات متحده آمریکا بود.
در اصل گئورکیان اهل قیصریه بود. او از کالج آمریکایی رابرت در استانبول فارغ‌التحصیل شد و در اواخر سده نوزدهم در نیویورک ساکن شد. گئورکیان به آمریکا کمک کرد تا طعم مصنوعات شرقی را به دست آورد.